# Robert Hess (Schachspieler)
Robert Lee Hess (* 19. Dezember 1991 in New York City) ist ein US-amerikanischer Schachgroßmeister, Schach-Streamer und Kommentator. Seine bislang höchste Elo-Zahl erreichte er im Jahr 2012 mit 2639 und gehörte damit zu den besten fünf amerikanischen Schachspielern. Mit 15 Jahren wurde ihm der Titel Internationaler Meister verliehen und mit 17 Jahren folgte der Titel Großmeister.
Hess betreibt den Twitch-Kanal GMHess mit über 74.000 Followern. Unter anderem bietet die Internetplattform Chess.com einen Prominenten-Bot an, der auf Basis von Hess’ Spielweise implementiert wurde und an dem sich andere Schachspieler messen können, den Robert-Bot.
Als Kommentator und Streamer deckt Hess fast alle Top-Schachveranstaltungen ab und arbeitet oft mit anderen Streaming-Prominenten wie Hikaru Nakamura, Alexandra Botez, Daniel Rensch und Daniel Naroditsky zusammen.

## Leben
Hess ist Absolvent der Stuyvesant High School in New York und besuchte die Yale-Universität, nachdem er das Studium ein Jahr aufgeschoben hatte, um Schach zu spielen. Er besuchte weiterhin die Browning School, eine unabhängige Privatschule für Jungen in Manhattan. Im Schuljahr 2007/08 wurde Hess als Student im zweiten Jahr der Co-Kapitän von Stuyvesants Junioren Football-Team, in dem er als angehender Linebacker eingesetzt wurde. Er ist Mitbegründer und Betriebsleiter von The Sports Quotient, einem digitalen Sportmedienunternehmen, das jungen Sportlern eine Online-Community bietet, mit der sie ihre intellektuellen und innovativen Gedanken teilen können.

## Schachkarriere

### FIDE Meisterschaft und Internationaler Meister
Im Jahr 2006 erwarb Hess im Alter von 14 Jahren seinen FIDE-Meister-Titel. Im selben Jahr gewann er die US-Juniorenmeisterschaft.
Hess erreichte seine endgültige Norm für den Internationalen Meistertitel bei den Cannes Open 2007 und erhielt später im selben Jahr den Titel Internationaler Meister von der FIDE.

### Großmeistertitel
Seine Großmeisternorm erreichte er bei den 10. jährlichen Foxwoods Open im Jahr 2008, die vom 19. bis 23. April im Foxwoods Resort in Mashantucket, Connecticut, stattfanden. Er erzielte dabei ein 7:2-Ergebnis und teilte sich den ersten Platz mit den Großmeistern Alexander Shabalov, Yury Shulman, Julio Becerra und Alexander Ivanov. Hess gewann seine ersten beiden Partien dabei gegen zwei Schachmeister, spielte dann gegen sieben Großmeister und erzielte dabei vier Siege, zwei Remis und eine Niederlage. Seine Leistungsbewertung für das Turnier betrug ungefähr 2770 nach USCF-Bewertung, die sich dabei an dem Elo-System orientierte. Der Schachjournalist Jerry Hanken nannte Hess’ Leistung „eine der größten Leistungen eines amerikanischen Teenagers seit der Blütezeit von Bobby Fischer!“
Im April 2009 sicherte er sich seine dritte und letzte Großmeisternorm bei den Foxwoods Open, kurz nachdem er das SPICE Spring Grandmaster Invitational (wo er seine zweite GM-Norm erreichte) und die K-12 SuperNationals-Turniere gewonnen hatte.

### Weitere Leistungen
Bei der US-amerikanischen Schachmeisterschaft im Mai 2009 belegte Hess mit Alexander Onischuk den zweiten Platz mit einer Punktzahl von +5 =3 −1 und verlor nur gegen den späteren Sieger Hikaru Nakamura.
Bei der Mannschaftsweltmeisterschaft 2009 in Bursa, Türkei, war er Mitglied des US-Teams, das die Silbermedaille gewann.
Im Jahr 2010 wurde Hess das Samford Fellowship aufgrund „seines Schachtalents, seiner Arbeitsmoral, seines Engagements und seiner Leistungen“ (englisch: chess talent, work ethic, dedication and accomplishments) verliehen.
Er war ebenfalls Mitglied des Olympiateams der Vereinigten Staaten im Jahr 2010.
Im Dezember 2011 belegte er beim Schachfestival in Groningen mit Alexander Kovchan den ersten und zweiten Platz.
2016 trainierte er das US-Team der Frauenolympiade in Baku – sie belegten den sechsten Platz von 142 Teams.

### Elo-Diagramm
| Hier fehlt eine Grafik, die leider im Moment aus technischen Gründen nicht angezeigt werden kann. Wir arbeiten daran! |

### Beispielpartie
|   | a | b | c | d | e | f | g | h |   |
| 8 |   |   |   |   |   |   |   |   | 8 |
| 7 |   |   |   |   |   |   |   |   | 7 |
| 6 |   |   |   |   |   |   |   |   | 6 |
| 5 |   |   |   |   |   |   |   |   | 5 |
| 4 |   |   |   |   |   |   |   |   | 4 |
| 3 |   |   |   |   |   |   |   |   | 3 |
| 2 |   |   |   |   |   |   |   |   | 2 |
| 1 |   |   |   |   |   |   |   |   | 1 |
|   | a | b | c | d | e | f | g | h |   |

Endstellung nach 44. De6-Df7. Schwarz gibt hier auf, da das Matt auf f8 nicht mehr zu verhindern ist.
Die folgende Partie zeigt, wie Hess positionelle und taktische Themen gegen Sergey Tiviakov vermischt, der mit 110 den Rekord für die meisten ungeschlagenen Spiele in Folge hielt. Hess baut einen überlegenen Positionsvorteil auf und hat nach 36. Txa7 eine schöne Bindung, die er zuvor mit dem taktisch riskanten Zug 35. d5!? vorbereitet hat. Dadurch kann Tiviakovs König nur schwer Deckung finden. Nachdem Tiviakov mit 38. … Txb4? einen taktischen Fehler begeht, beendet Hess die Partie mit einem schnellen und entscheidenden Angriff.
Robert Hess (2625) – Sergei Tiviakov (2650) 1:0
Groningen, Dezember 2011
Skandinavische Verteidigung: Gubinsky-Melts-Verteidigung, B01
1. e4 d5 2. exd5 Dxd5 3. Sc3 Dd6 4. d4 Sf6 5. Sf3 g6 6. Sb5 Dd8 7. Lf4 Sa6 8. Sa3 c6 9. c3 Sc7 10. Sc4 Lg7 11. Le5 0–0 12. a4 Scd5 13. a5 Lh6 14. Le2 Sh5 15. 0–0 Shf4 16. Te1 Sxe2+ 17. Dxe2 Le6 18. Lg3 Tc8 19. Sce5 Lf5 20. Sd3 Lxd3 21. Dxd3 e6 22. c4 Se7 23. Db3 b6 24. axb6 Dxb6 25. Dc3 Sf5 26. Le5 f6 27. c5 Db7 28. Lg3 Tfe8 29. Dc4 Dd7 30. Ta4 Sxg3 31. hxg3 Tc7 32. Ta6 Kf7 33. Da4 Tb8 34. b4 Tb5 35. d5 Dxd5 36. Txa7 Txa7 37. Dxa7+ Kg8 38. De7 Txb4 39. Ta1 Lf8 40. Ta8 Tb1+ 41. Kh2 Dh5+ 42. Sh4 Dh6 43. Dxe6+ Kh8 44. Df7 1:0